# Lavault-Sainte-Anne
 Lavault-Sainte-Anne  es una población y comuna francesa, situada en la región de Auvernia, departamento de Allier, en el distrito de Montluçon y cantón de Montluçon-Sud.

## Demografía
| 532 | 570 | 1000 | 1111 | 1131 | 1158 |
| Para los censos de 1962 a 1999 la población legal corresponde a la población sin duplicidades (Fuente: INSEE [Consultar]) |     |      |      |      |      |